# Municipio Trigal
Das Municipio Trigal (auch: El Trigal) ist ein Verwaltungsbezirk im Departamento Santa Cruz im südamerikanischen Anden-Staat Bolivien.

## Lage im Nahraum
Das Municipio Trigal ist eines von fünf Municipios der Provinz Vallegrande und umfasst die nordöstlichen Bereiche der Provinz. Es grenzt im Nordosten und Norden an die Provinz Florida, im Westen an das Municipio Moro Moro und im Süden an das Municipio Vallegrande.
Das Municipio erstreckt sich zwischen etwa 18° 10' und 18° 27' südlicher Breite und 64° 03' und 64° 15' westlicher Länge, seine Ausdehnung von Westen nach Osten beträgt bis zu 20 Kilometer und von Norden nach Süden bis zu 30 Kilometer. Es umfasst im Wesentlichen das Tal des Río Cienega zwischen den Ortschaften Muyurina und Lagunillas, das zwischen nord-südlichen verlaufenden Bergrücken eingebettet ist, die hier Höhen von bis zu 2400 m erreichen.
Das Municipio umfasst 17 Gemeinden (localidades), der zentrale Ort des Municipios ist die Ortschaft Trigal mit 215 Einwohnern (Volkszählung 2012) im zentralen Teil des Municipios.

## Geographie
Das Municipio Trigal liegt im Übergangsbereich zwischen der Anden-Gebirgskette der Cordillera Oriental im Norden und der Cordillera Central im Südwesten, und dem bolivianischen Tiefland im Osten. Das Klima in der geschützten Tallage ist ganzjährig warm und ausgeglichen, nicht so heiß und schwül wie im nahegelegenen Tiefland, aber auch weniger mild als im benachbarten Municipio Vallegrande.
Die mittlere Durchschnittstemperatur der Region liegt bei 22 °C (siehe Klimadiagramm Trigal) und schwankt nur unwesentlich zwischen 19 °C im Juli und 24 °C von November bis Januar. Der Jahresniederschlag beträgt etwa 650 mm, mit einer Trockenzeit von Mai bis September mit Monatsniederschlägen unter 25 mm, und einer Feuchtezeit von Dezember bis Februar mit 100 bis 125 mm Monatsniederschlag.

## Bevölkerung
Die Einwohnerzahl des Municipios ist zwischen 1992 und 2024 um knapp ein Viertel angestiegen:
| Jahr | Einwohner | Quelle       |
| ---- | --------- | ------------ |
| 1992 | 1843      | Volkszählung |
| 2001 | 2133      | Volkszählung |
| 2012 | 2135      | Volkszählung |
| 2024 | 2367      | Volkszählung |

Die Bevölkerungsdichte des Municipios bei der letzten Volkszählung von 2024 betrug 5,9 Einwohner/km², der Alphabetisierungsgrad bei den über 15-Jährigen war von 85,0 Prozent (1992) auf 91,6 Prozent angestiegen. Die Lebenserwartung der Neugeborenen betrug 67,9 Jahre, die Säuglingssterblichkeit war von 5,9 Prozent (1992) auf 4,7 Prozent im Jahr 2001 zurückgegangen.
99,6 Prozent der Bevölkerung sprechen Spanisch, 3,3 Prozent sprechen Quechua und 0,1 Prozent Aymara. (2001)
99,8 Prozent der Bevölkerung haben keinen Zugang zu Elektrizität, 74,0 Prozent leben ohne sanitäre Einrichtung (2001).
100 Prozent der 447 Haushalte besitzen ein Radio, 43,6 Prozent einen Fernseher, 75,4 Prozent ein Fahrrad, 6,5 Prozent ein Motorrad, 11,9 Prozent ein Auto, 16,6 Prozent einen Kühlschrank, und 2,0# Prozent ein Telefon. (2001)

## Politik
Ergebnis der Regionalwahlen (concejales del municipio) vom 4. April 2010:
| Wahl- berechtigte |  | Wahl- beteiligung | gültige Stimmen |  | VERDES | UCS    | MAS-IPSP | ASIP   | SOL   | TODOS |
| ----------------- |  | ----------------- | --------------- |  | ------ | ------ | -------- | ------ | ----- | ----- |
| 1.175             |  | 1.033             | 855             |  | 384    | 167    | 146      | 141    | 14    | 3     |
|                   |  | 87,9 %            | 82,8 %          |  | 44,9 % | 19,5 % | 17,1 %   | 16,5 % | 1,6 % | 0,4 % |

Ergebnis der Regionalwahlen (elecciones de autoridades políticas) vom 7. März 2021:
| Wahl- berechtigte |  | Wahl- beteiligung | gültige Stimmen |  | CREEMOS | MAS-IPSP | MNR    | UNIDOS | ASIP   | SOL    |
| ----------------- |  | ----------------- | --------------- |  | ------- | -------- | ------ | ------ | ------ | ------ |
| 1.253             |  | 1.118             | 1.027           |  | 595     | 391      | 14     | 10     | 9      | 8      |
|                   |  | 89,23 %           | 91,86 %         |  | 57,94 % | 38,07 %  | 1,36 % | 0,97 % | 0,88 % | 0,78 % |

## Gliederung
Das Municipio Trigal untergliedert sich bei der Volkszählung von 2001 in die folgenden vier Kantone (cantones):
- Cantón Aguada (im zentralen Teil des Municipio) – 1 Vicecantón – 1 Gemeinde – 97 Einwohner
- Cantón Lagunillas (im nordwestlichen Teil des Municipio) – 4 Vicecantones – 7 Gemeinden – 515 Einwohner
- Cantón Muyurina (im südöstlichen Teil des Municipio) – 2 Vicecantones – 3 Gemeinden – 425 Einwohner
- Cantón Trigal (im zentralen Teil des Municipio) – 5 Vicecantones – 6 Gemeinden – 1.042 Einwohner

## Ortschaften im Municipio
- Kanton Aguada
- Kanton Lagunillas
  - Lagunillas 225 Einw. (2012)
- Kanton Muyurina
  - Muyurina 313 Einw.
- Kanton Trigal
  - Trigal 215 Einw.